# Shot Marilyn
Die Shot Marilyns sind eine Serie von vier Werken des US-amerikanischen Künstlers Andy Warhol, die das Porträt Marilyn Monroes in verschiedenen Farben zeigen. Diese Arbeiten waren Teil einer fünfteiligen Serie mit demselben Motiv in verschiedenen Farben und wurden 1964, kurz nach ihrer Fertigstellung, von der Aktionskünstlerin Dorothy Podber mit einem Schuss aus einem Revolver beschädigt. Die Werke werden auf dem Kunstmarkt und in der Fachliteratur üblicherweise unter Angabe der Hintergrundfarbe bezeichnet, Shot Red Marilyn, Shot Orange Marilyn, Shot Light Blue Marilyn und Shot Sage Blue Marilyn. Das unversehrte fünfte Bild ist die Turquoise Marilyn.

## Der Schuss Dorothy Podbers
Über Dorothy Podbers Schuss auf die Porträts kursieren Darstellungen, die sich in Details voneinander unterscheiden.
Einer häufig wiedergegebenen Version zufolge betrat Dorothy Podber an einem Tag Ende 1964 Andy Warhols Studio The Factory in der New Yorker East 47th Street. Sie trug eine schwarze Motorrad-Lederkombi und weiße Handschuhe. Bei sich hatte sie ihre Deutsche Dogge und einige Freunde. Im Studio angekommen fragte sie Warhol, ob sie vier hintereinander an der Wand stehende Porträts Marilyn Monroes „schießen“ dürfe (im Englischen ist „to shoot“ ebenfalls mehrdeutig für „mit einer Waffe schießen“ oder „ein Foto schießen“). Sie zog ihre Handschuhe aus, holte eine kleine Pistole aus ihrer Handtasche und richtete sie zunächst auf Warhol. Dann zielte sie auf vier hintereinander an der Wand stehende Porträts Marilyn Monroes und gab einen einzigen Schuss ab. Die Kugel durchschlug alle vier Bilder an der Stirn des Porträts. Ultra Violet, eine der „Andy-Warhol-Superstars“ berichtete, dass Podber dann die Waffe in ihre Tasche zurücksteckte, ihre Handschuhe wieder anzog, und mit ihren Begleitern das Studio verließ. Der ganze Vorgang wurde von Ultra Violet als ein Happening wahrgenommen. Der entsetzte Warhol soll die Anweisung gegeben haben, Podber nie wieder in das Studio zu lassen, da sie ihn ängstige. Obwohl Podber in der New Yorker Kunstszene der 1960er Jahre eine gewisse Bekanntheit hatte, blieb sie vor allem mit ihrem Schuss auf die Marilyn-Porträts in Erinnerung.
Die Einschusslöcher in den Bildern wurden nach der Tat von Andy Warhol selbst verschlossen und übermalt. Die Beschädigung auf der Stirn Monroes ist aber bei allen vier Werken noch zu erkennen. Die Gemälde werden auf dem Kunstmarkt nur selten angeboten. Der hohe Preis für alle Gemälde Warhols aus den 1960er Jahren wird von den Shot Marilyns noch übertroffen.

## Fotovorlage
Das Motiv der Marilyn-Porträts ist kein Foto, das Marilyn Monroe kurz vor ihrem Tod als Enddreißigerin zeigt, sondern eine mehr als zehn Jahre ältere Aufnahme. Mit ihr wurde 1953 für den US-amerikanischen Spielfilm Niagara von Henry Hathaway geworben, aber wahrscheinlich wurde es bereits 1952 während der Dreharbeiten für den Film aufgenommen. Das Bild wird in der Fachliteratur gelegentlich als Standfoto bezeichnet, ist aber eine von der Filmrolle Marilyn Monroes losgelöste Werbeaufnahme für die 20th Century Fox. In Niagara ist keine Szene enthalten, in der Marilyn Monroe dieselbe Kleidung wie auf dem Foto trägt.
Das Porträt wurde von dem Standfotografen Eugene Kornman (1897–1978) aufgenommen. Es zeigt ein Brustbild Marilyn Monroes in einem sehr tief dekolletierten und vom Unterrand des Bildes abgeschnittenen schwarz-weißen Neckholder-Top. Sie ist stark aber sehr sorgfältig geschminkt, ihre Haare sind hellblond gefärbt und aufwendig onduliert und frisiert. Ihre Büste ist nach links gedreht, aber der Kopf in entgegengesetzter Richtung fast frontal zum Betrachter gewendet. Der Hintergrund ist undifferenziert hell und das Gesicht Marilyn Monroes mit seiner maskenhaften Erscheinung wird vor allem durch das von vorne links einfallende Licht und seinen Schattenwurf definiert.
Die in Warhols Nachlass aufgefundenen Abzüge haben ein Format von 10 × 8 Zoll (etwa 25,4 × 20,4 Zentimeter). Bereits kurz nach Marilyn Monroes Tod im August 1962 hatte Warhol damit begonnen, dieses Foto in verschiedenen Formaten und Farben künstlerisch zu verarbeiten. Dabei entstanden zahlreiche Arbeiten im rechteckigen Format, wie 1962 der Siebdruck Marilyn Diptych. Gegenüber diesen Bildern musste Warhol für das quadratische Format der Shot Marilyns das Ursprungsfoto weiter beschneiden. So vermitteln die auf das Kopfbild reduzierten Bilder den Eindruck größerer Annäherung.

## Werke der Serie
Die Serie der Marilyn Monroes bestand aus fünf verschiedenfarbigen quadratischen Gemälden von 40 Zoll (etwa 101,60 cm) Kantenlänge, die von Warhol im Juli und August 1964 angefertigt wurden. Die Marilyns wurden in einer aufwändigen Kombination von Acrylfarben, Siebdruck und Tinte auf Leinwand ausgeführt. Der große Aufwand hob die Gemälde deutlich aus den übrigen Arbeiten Warhols heraus und führte dazu, dass er die Technik später nicht mehr anwandte.
Zu den Marilyns gehören zwei weitere Serien von jeweils fünf Frauenporträts im gleichen Format, die Elizabeth Taylor und Jackie Kennedy zeigen. Die Colored Liz entstand 1963 und die Jackie 1964. Es ist nicht sicher, dass die drei Serien bereits von Andy Warhol als zusammengehörig betrachtet wurden. Im Juli 1965 veröffentlichte das Life Magazine ein Interview mit dem New Yorker Immobilienmakler und Kunstsammler Leon Kraushar. Dabei wurde ein Foto abgedruckt, das Kraushar in seinem Schlafzimmer auf dem Bett liegend zeigt. An den Wänden befanden sich Roy Lichtensteins Nurse und Warhols Round Jackie, Orange Marilyn, Green Jackie und Red Liz. Es wird für möglich gehalten, dass erst diese Bildveröffentlichung dazu führte, dass die drei Gemäldeserien als zusammengehörig betrachtet werden.
Eine gänzlich andere Auffassung vertrat der US-amerikanische Kunsthistoriker und Kunstkritiker Thomas E. Crow. Er sah den Topos des Todes als das verbindende Element, von dem sich Warhol leiten ließ: Marilyn Monroe starb 1962, Elizabeth Taylor war während der Dreharbeiten zu dem Monumentalfilm Cleopatra zweimal schwer erkrankt, und Jackies Ehemann John F. Kennedy fiel im November 1963 einem Attentat zum Opfer. Andere Kunstkritiker hielten Crow entgegen, dass seine These zu weit hergeholt sei: Liz Taylor habe überlebt, und Jackie Kennedy sei nicht selbst gestorben.
Alle drei Serien waren beschnittene und farblich verfremdete Wiedergaben von Fotoporträts. Dabei verwendete er professionelle Werbe- und Pressefotos der drei Prominenten. Sie unterscheiden sich deutlich von anderen Fotografien, die Warhol für seine Arbeiten verwendete und bei denen es sich eher um Zufallsfunde handelte.

### Shot Red Marilyn
Das Bild hat einen Hintergrund in der Farbe Cadmium Red Light. An der Nasenwurzel befindet sich ein verschlossenes und übermaltes Einschussloch. Die Größe des Lochs im Vergleich zu jenen der drei anderen Shot Marilyns legt nahe, dass sich das Gemälde als Zweites in dem an der Wand lehnenden Stapel befunden hat. Rechts auf der umgeschlagenen Leinwand befindet sich die Signatur Warhols, die als einzige der Shot Marilyns eine Widmung beinhaltet: „To Mr. Kraushaar, Andy Warhol 64“.
Nach dem Tod des ersten Besitzers Leon Kraushar gelangte das Werk in die der Leo Castelli Gallery in New York. Der nächste Besitzer war Robert Rauschenberg, gefolgt von den Kunstsammlern Daniel Steinmetz Max Palevsky. Im Mai 1989 wurde das Gemälde von Christie’s in New York für 4,07 Millionen US-Dollar an einen unbekannten Privatsammler versteigert. Bereits im November 1994 wurde es von diesem Auktionshaus erneut versteigert, nun für 3,6 Millionen US-Dollar an den zunächst anonym gebliebenen griechischen Reeder und Kunstsammler Philip Niarchos.

### Shot Orange Marilyn
Die Farbe des Hintergrunds wird als Cadmium Orange angegeben. Mittig über der Nasenwurzel ist ein verschlossenes und übermaltes Einschussloch nur schwach zu erkennen, so dass in der Literatur eine Beschädigung gelegentlich verneint wird. Oben auf der umgeschlagenen Leinwand befindet sich die Signatur „Andy Warhol 64“.
Das Gemälde gilt wegen der Hintergrundfarbe als das attraktivste unter den Shot Marilyns. Es gehörte ursprünglich ebenfalls Leon Kraushar, der es 1965 von Warhols Galerist Leo Castelli für 1.800 US-Dollar gekauft hatte. Nach Kraushars Tod im Jahr 1967 wurde es von der Witwe mit der gesamten 160 Objekte umfassenden Sammlung Kraushars verkauft. Durch Vermittlung der Kunsthändler und Galeristen Heiner Friedrich und Franz Dahlem gelangte die Sammlung in die Kunstsammlung Karl Ströhers. Ein Erbe Ströhers ließ die Orange Marilyn im Mai 1998 bei Sotheby’s in New York versteigern. Dabei zahlte der Verleger S. I. Newhouse für das Bild den Rekordpreis von 17,3 Millionen US-Dollar. Nach Newhouse' Tod im Jahr 2017 wurde der Nachlass im Auftrag der Erben von dem Kunsthändler Tobias Meyer aufgelöst. Während einige andere Kunstwerke versteigert wurden, ging die Shot Orange Marilyn direkt an den Unternehmer Kenneth C. Griffin. Im Umfeld der an dem Geschäft Beteiligten wurde ein Preis von 240 Millionen US-Dollar genannt.
Die Orange Marilyn wurde über Jahre hinweg in Deutschland ausgestellt, zunächst im Hessischen Landesmuseum Darmstadt und dann im Museum für Moderne Kunst in Frankfurt am Main.

### Shot Light Blue Marilyn
Die hellblaue Shot Marilyn weist unter den Shot Marilyns die größte Perforation auf. Das deutet darauf hin, dass das Bild sich bei dem Schuss Podbers als Erstes vor den anderen Porträts befunden hat. Oben links auf der umgeschlagenen Leinwand befindet sich die Signatur „Andy Warhol 64“. Auch dieses Gemälde gehörte zunächst Leon Kraushar und wurde 1967 von dem Kunstsammler Peter Brant erworben. Es befindet sich heute im Besitz der Brant Foundation. Andy Warhol hat gegenüber Brant angegeben, dass er selbst das Loch im Gemälde verschlossen und übermalt habe. Dabei sollte die Reparatur sichtbar bleiben, wie ein Make-up über einer Verletzung.

### Shot Sage Blue Marilyn
Das Porträt mit einem salbeiblauen Hintergrund, die Farbe wird auch als Phthalo Blue bezeichnet, hat oben auf der umgeschlagenen Leinwand die Signatur „Andy Warhol 64“. Das Gemälde befand sich nacheinander in New York im Besitz Leon Kraushars, der Leo Castelli Gallery, Fred Muellers, eines unbekannten privaten Sammlers, der Blum Helman Gallery und S. I. Newhouse juniors. Von Newhouse erwarb es der Kunstsammler Thomas Ammann. Nach dem Tod seiner Schwester und Erbin Doris Ammann im Jahr 2021 wurde es Eigentum der Thomas-und-Doris-Ammann-Stiftung in Zürich. Im Mai 2022 wurde das Gemälde von dem Auktionshaus Christie’s in New York versteigert. Bei einem im Vorfeld der Auktion in Medienberichten genannten Schätzpreis von 200 Millionen US-Dollar wurde der Zuschlag für 170 Millionen US-Dollar erteilt. Inklusive der Auktionskosten betrug der Kaufpreis 195,040 Millionen US-Dollar. Das ist der höchste Preis, der jemals auf einer Auktion für ein Gemälde des 20. Jahrhunderts erzielt wurde.
Die Shot Sage Blue Marilyn wurde häufig in Kunstmuseen ausgestellt. Zu ihnen gehören das Solomon R. Guggenheim Museum in New York, das Centre Georges-Pompidou in Paris, die Tate Gallery of Modern Art in London, das Museo Nacional Centro de Arte Reina Sofía in Madrid, die Royal Academy of Arts in London, das Museum Ludwig in Köln, die Neue Nationalgalerie in Berlin, das Museum of Contemporary Art in Chicago, das Stedelijk Museum in Amsterdam, das Van Abbemuseum in Eindhoven, die Fondation Beyeler bei Basel und das Pasadena Art Museum.

### Turquoise Marilyn
Das Porträt mit türkisfarbenem Hintergrund blieb unbeschädigt, da es nicht mit den vier anderen Bildern in der Factory an der Wand gelehnt hatte. Die Farbe des Hintergrunds wird auch als Phthalo Green bezeichnet. Das Gemälde trägt auf dem oberen Rahmen die Signatur „Andy Warhol 64“.
Das Bild gehörte zunächst Warhols Manager und Nachlassverwalter Frederick W. Hughes. Der nächste Besitzer war der Schweizer Galerist und Kunstsammler Bruno Bischofberger, der es an Charles Wilp verkaufte. Von ihm gelangte es zu der New Yorker Galerie Carpenter & Hochman. Im Mai 2007 wurde das Gemälde von dem österreichisch-amerikanischen Kunstsammler und Philanthropen Stefan Edlis (1925–2019) unter Vermittlung des US-amerikanischen Kunsthändlers Larry Gagosian an den Unternehmer und Kunstsammler Steven A. Cohen verkauft. Der Kaufpreis betrug 80 Millionen US-Dollar.